# Brandon Slay
Brandon Douglas Slay (* 14. října 1975 Amarillo, Texas) je bývalý americký zápasník–volnostylař, olympijský vítěz z roku 2000.

## Sportovní kariéra
Dětství strávil po rozvodu rodičů mezi rodným Amarillem a Houstonem. Zápasení se začal aktivně věnovat na amarillské střední škole Tascosa pod vedením Johnnyho Cobba. S týmem Rebels se stal mistrem školské ligy Texas Panhandle v letech 1991 až 1993. Zápas kombinoval s americkým fotbal – v roce 1992 byl vyhlášen nejlepším obranářem školské ligy Texas Panhandle. Na podzim roku 1993 dostal stipendium na philadelphské University of Pennsylvania, za kterou zápasil pod vedením Rogera Reiny. S týmem Quakers soutěžil v školské lize Ivy League. Studium na univerzitě ukončil v roce 1998.
Od roku 1999 se věnoval výhradně olympijskému zápasu v olympijském tréninkovém středisku (OTC) v Colorado Springs pod vedením Kevina Jacksona. V americké volnostylařské reprezentaci se prosadil v olympijském roce 2000 ve váze do 76 kg. Na dubnové a červnové americké olympijské kvalifikaci porazil své hlavní soupeře Joe Williamse a Briana Dolpha a získal nominaci na olympijské hry v Sydney. V Sydney byl nalosován do první skupiny s největším favoritem ruským Čečencem Buvajsarem Sajitevem. V úvodním kole skupiny porazil 4:1 na technické body Bulhara Plamena Paskaleva a v souboji o postup ze skupiny nastoupil proti Sajtijevovi. V úvodní minutě prolomil Sajtijevovu obranu útokem na nohy a koršunem získal vedení 3:0 na technické body. Náskok však do konce prvního poločasu neudržel a po třech minutách byl výsledek vyrovnaný 3:3. Do konce šestimunotvé hrací doby se výsledek nezměnil a zápas šel za nerozhodného stavu 3:3 do prodloužení. Po půlminutě prodloužení Sajtijeva nabral útokem pod pás, kterým se mu dostal za záda za rozdílový bod k vítězství 4:3. Způsobil tak jednu z největších senzací olympijských her v Sydney. Ve čtvrtfinále porazil po prodloužení 2:2 na technické body na pomocná kritéria ruského Oseta Gennadije Lalijeva v dresu Kazachstánu. V semifinále proti ruskému Inguši Ademu Bereketovi v dresu Turecka nařídil po nerozhodném prvním poločase na začátku druhého rozhodčí dle tehdy platných pravidel kontakt (klinč), při kterém rozpojil jako první ruce a prohrával 0:1 na technické body. Vzápětí však využil hrubé Bereketovy chyby v parteru a otočil výsledek koršunem na 3:1. Bodový náskok udržel do konce hrací doby a postoupil do finále proti Němci Alexandru Leipoldovi. Úvodní poločas finále s Leipoldem skončil nerozhodně 0:0. Druhý poločas začal vzájemným kontaktem. Situaci nezvládl, nedokázal zapnout ruce za zády Němce a dostal 2 trestné body. Navíc musel do parteru, ve kterém ztratil další technický bod. Do konci hrací doby ztratil ještě jeden a po porážce 0:4 na technické body získal stříbrnou olympijskou medaili.
V říjnu 2000 byl tři týdny po finále pozitivně testován na zakázanou látku nandrolon jeho přemožitel Leipold. Po diskvalifikaci Alexandra Leipolda se posunul na první místo a získal dodatečně zlatou olympijskou medaili. Po zisku olympijské medaile se k vrcholové přípravě nevrátil. Věnuje se trenérské a influencerské práci.

### Výsledky ve volném stylu
| Turnaj                  | 1999 | 2000 |
| Turnaj                  | 24   | 25   |
| Turnaj                  | -76  | -76  |
| ----------------------- | ---- | ---- |
| Olympijské hry          |      | 1.   |
| Mistrovství světa       | —    |      |
| Panamerické hry         | —    |      |
| Panamerické mistrovství |      | —    |

### Olympijské hry a mistrovství světa
| Olympijské hry a mistrovství světa           | Olympijské hry a mistrovství světa           | Olympijské hry a mistrovství světa           | Olympijské hry a mistrovství světa           | Olympijské hry a mistrovství světa           | Olympijské hry a mistrovství světa           | Olympijské hry a mistrovství světa           | Olympijské hry a mistrovství světa           | Olympijské hry a mistrovství světa           | Olympijské hry a mistrovství světa           | Olympijské hry a mistrovství světa           |
| Kolo                                         | Výsledek                                     | Bilance                                      | Soupeř                                       | Výsledek                                     | KB                                           | ∑KB                                          | Styl                                         | Datum                                        | Turnaj                                       | Místo                                        |
| 2000 Olympijské hry do 76 kg ve volném stylu | 2000 Olympijské hry do 76 kg ve volném stylu | 2000 Olympijské hry do 76 kg ve volném stylu | 2000 Olympijské hry do 76 kg ve volném stylu | 2000 Olympijské hry do 76 kg ve volném stylu | 2000 Olympijské hry do 76 kg ve volném stylu | 2000 Olympijské hry do 76 kg ve volném stylu | 2000 Olympijské hry do 76 kg ve volném stylu | 2000 Olympijské hry do 76 kg ve volném stylu | 2000 Olympijské hry do 76 kg ve volném stylu | 2000 Olympijské hry do 76 kg ve volném stylu |
| -------------------------------------------- | -------------------------------------------- | -------------------------------------------- | -------------------------------------------- | -------------------------------------------- | -------------------------------------------- | -------------------------------------------- | -------------------------------------------- | -------------------------------------------- | -------------------------------------------- | -------------------------------------------- |
| finále                                       | vítězství*                                   | 5-0                                          | Alexander Leipold (GER)                      | DQ – doping (0:4)                            | 4                                            | 16                                           | Zápas ve volném stylu                        | 28.–27. srpen 2000                           | Olympijské hry                               | Sydney, Austrálie                            |
| semifinále                                   | vítězství                                    | 4-0                                          | Adem Bereket (TUR)                           | tech. body (3:1)                             | 3                                            | 12                                           | Zápas ve volném stylu                        | 28.–27. srpen 2000                           | Olympijské hry                               | Sydney, Austrálie                            |
| čtvrtfinále                                  | vítězství                                    | 3-0                                          | Gennadij Lalijev (KAZ)                       | tech. body (2*:2)                            | 3                                            | 9                                            | Zápas ve volném stylu                        | 28.–27. srpen 2000                           | Olympijské hry                               | Sydney, Austrálie                            |
| 1. skupina                                   | vítězství                                    | 2-0                                          | Buvajsar Sajtijev (RUS)                      | tech. body (4:3)                             | 3                                            | 6                                            | Zápas ve volném stylu                        | 28.–27. srpen 2000                           | Olympijské hry                               | Sydney, Austrálie                            |
| 1. skupina                                   | vítězství                                    | 1-0                                          | Plamen Paskalov (BUL)                        | tech. body (4:1)                             | 3                                            | 3                                            | Zápas ve volném stylu                        | 28.–27. srpen 2000                           | Olympijské hry                               | Sydney, Austrálie                            |